# Sankt Martins kyrka, Ekängen
Sankt Martins kyrka är en kyrkobyggnad i stadsdelen Ekängen, strax utanför Linköping. Kyrkan tillhör Åkerbo församling i Linköpings stift. 

## Kyrkobyggnaden
Kyrkan helgades åt och fick sitt namn efter Martin av Tours. Kyrkan invigdes på Annandag påsk år 2012 av biskop Martin Modéus, tillsammans med biskoparna Martin Lind och Martin Lönnebo. 

### Historia
Sankt Martins kyrka är inte den första kyrkan i området: Näsby kyrka fanns vid Näsby Säteri, 2 kilometer söder om den nuvarande kyrkan, tillhörande Näsby församling, Linköpings stift. Näsby kyrka revs när Rystads kyrka stod klar 1784.
Under biskop Martin Lönnebos tid som biskop fördes planer på ett kyrkobygge i Ekängen. 2012 invigdes nuvarande kyrka.

### Inventarier
Det medeltida altarskåpet och krucifixet finns bevarat från Näsby kyrka. 

### Klockstapeln
Framför kyrkan finns en klockstapel av trä, i vilken det hänger en kyrkklocka. Klockan är gjuten 1687 av Jacob Bierman till Rakereds kyrka, som köptes till Näsby kyrka under 1700-talet. Efter rivandet av Näsby kyrka hängdes klockan i Rystads kyrka. Klockan hängde där fram till 2013, då den flyttade till den nyinvigda Sankt Martins kyrka, där den åter ringer utöver Ekängen. 